# Nyctemera infumata
Nyctemera infumata là một loài bướm đêm thuộc phân họ Arctiinae, họ Erebidae.